# Rickenbacker 360

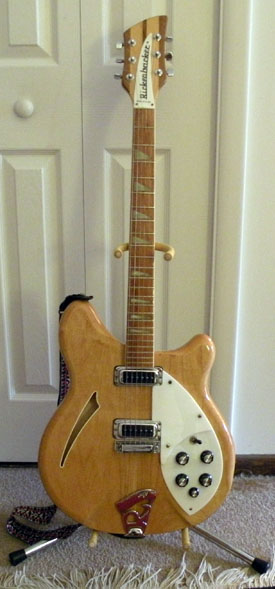
Rickenbacker 360 del 1989

La Rickenbacker 360 è una chitarra elettrica di marca Rickenbacker.

## Utilizzatori celebri
È divenuta famosa per essere stata utilizzata spesso da John Lennon e George Harrison nei primi anni dei Beatles e da Roger McGuinn, chitarrista dei Byrds, il cui caratteristico suono, denominato jingle-jangle, era dovuto proprio all'utilizzo di questo particolare tipo di chitarra. Harrison e McGuinn però suonavano la Rickenbacker 360 a dodici corde. È la principale chitarra, usata nelle registrazioni in studio e nei concerti, di Peter Buck degli R.E.M.